# Lutjanus rufolineatus
Lutjanus rufolineatus es una especie de peces de la familia Lutjanidae en el orden de los Perciformes.

## Morfología
• Los machos pueden llegar alcanzar los 20 cm de longitud total.

## Hábitat
Es un pez de mar de clima tropical y asociado a los  arrecifes de coral que vive entre 8-50 m de profundidad.

## Distribución geográfica
Se encuentra en las Maldivas y desde el sur del Japón hasta Indonesia Samoa y Tonga.